# Adriana Popescu

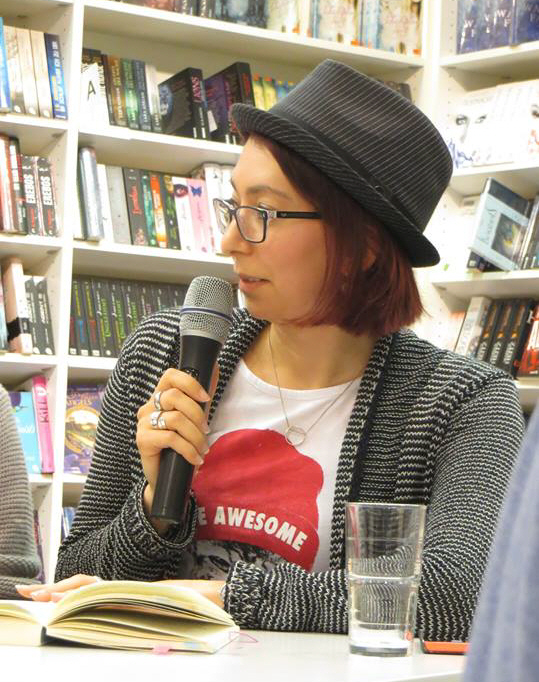
Adriana Popescu bei einer Lesung 2015

Adriana Popescu (* 1980 in München) ist eine deutsche Schriftstellerin mit rumänischen Wurzeln, die auch unter den Pseudonymen Carrie Price, Adriana Jakob, Mia Newman, Sarah Fischer und  Elena Sonnberg schreibt.

## Leben
Adriana Popescu arbeitete als Drehbuchautorin für das deutsche Fernsehen (u. a. für FABRIXX, In aller Freundschaft), als freie Autorin für unterschiedliche Zeitungen und als City-Bloggerin.
Nach mehreren Absagen von Verlagen brachte sie 2012 ihr erstes Buch, den Roman Versehentlich verliebt, im Selbstverlag als E-Book heraus, bevor der Piper Verlag sich die Rechte an der Taschenbuchausgabe sicherte. Es folgten ihr Buch Fünf Tage Liebe, später der Zweiteiler Lieblingsmomente und Lieblingsgefühle, den ebenfalls der Piper Verlag publizierte.
2015 veröffentlichte der cbj-Verlag ihr erstes Jugendbuch Ein Sommer und vier Tage, auf das eine Reihe weiterer Jugendromane folgte.
Im Jahr 2019 kehrte sie mit Goldene Zeiten im Gepäck zum Piper Verlag zurück.
Popescu schrieb auch unter dem Pseudonym Carrie Price, unter dem sie auch in Zusammenarbeit mit Schriftstellerkollegin Anne Freytag die New York Diaries-Reihe schrieb, die im Droemer Knaur Verlag erschienen ist. Weitere Pseudonyme der Autorin sind Adriana Jakob und Mia Newman. Unter dem Namen Sarah Fischer veröffentlicht sie im Bastei Lübbe Verlag Liebesromane. Unter dem offenen Pseudonym Elena Sonnberg schreibt sie für den Goldmann Verlag, ihr erster Roman ist 2024 dort erschienen.
Ihr Roman Morgen irgendwo am Meer wurde 2022 verfilmt und feierte 2023 Kinopremiere auf dem Filmfest Bremen, wo er auch als bester deutschsprachiger Langfilm nominiert wurde und den Publikumspreis Bremer Film gewann.
Popescu lebt in Stuttgart.

## Werke
Die Jugendbücher erscheinen in der Randomhouse Verlagsgruppe bei cbj/cbt. Mehrere Romane wurden ins Englische, Polnische und Italienische übersetzt.

### Erwachsenenliteratur
- Versehentlich verliebt. Piper Verlag, 2012, ISBN 978-3-492-30636-2.
- Fünf Tage Liebe. CreateSpace Independent Publishing Platform, 2013, ISBN 978-1-4812-3387-3.
- Lieblingsmomente. Piper Verlag, 2013, ISBN 978-3-492-30446-7.
- Tristans Moment. Piper Verlag, 2013, E-Book.
- Lieblingsgefühle. Piper Verlag, 2014, ISBN 978-3-492-30451-1.
- Ewig und eins. Piper Verlag, 2015, ISBN 978-3-492-30656-0.
- Goldene Zeiten im Gepäck. Piper Verlag, 2019, ISBN 978-3-492-06084-4.
- Ein Tag und zwei Leben – die ganze Geschichte. Books on demand, 2020, ISBN 978-3-7519-9726-3.
- Goldkehlchen – Erinnerungen voller Lieder. Piper Verlag, 2023, ISBN 978-3-492-06325-8.

### Jugendliteratur
- Ein Sommer und vier Tage. cbj Verlag, 2015, ISBN 978-3-570-40337-2.
- Paris, du und ich. cbj Verlag, 2016, ISBN 978-3-570-17232-2.
- Paris, Clara und ich. Randomhouse, 2016, E-Book.
- Mein Sommer auf dem Mond. cbt Verlag, 2018, ISBN 978-3-570-31198-1.
- Schöne Grüße vom Mond. Randomhouse, 2018, E-Book.
- Morgen irgendwo am Meer. cbt Verlag, 2019, ISBN 978-3-570-31272-8.
- Ein Lächeln sieht man auch im Dunkeln. cbt Verlag, 2020, ISBN 978-3-570-31337-4.
- Wie ein Schatten im Sommer. cbt Verlag, 2021, ISBN 978-3-570-31439-5.
- Unsere Zukunft flirrt am Horizont. cbt Verlag, 2023, ISBN 978-3-570-31476-0.
- Misfits Academy – Als wir Helden wurden. cbj Verlag, 2023, ISBN 978-3-570-16684-0.
- Morgen irgendwo am Meer. Der Roman zum Film. cbt Verlag 2023, ISBN 978-3-570-31532-3.
- Der Sommer, als wir träumen lernten. cbt Verlag 2024, ISBN 978-3-570-31536-1.
- Misfits Academy – Wir gegen die Welt. cbj Verlag 2024, ISBN 978-3-570-16727-4.
- Der Sommer mit dir. cbt Verlag 2025, ISBN 978-3-570-31537-8.
- Misfits Academy – Als wir Helden wurden. cbt Verlag 2025, ISBN 978-3-570-31707-5.

### E-Book-Reihe Ein Tag und zwei Leben
- 2013: Ein Tag und zwei Leben: Episode 1 (Lea & Damian).
- 2014: Ein Tag und zwei Leben: Episode 2 (Lea & Damian).
- 2014: Ein Tag und zwei Leben: Episode 3 (Lea & Damian).
- 2014: Ein Tag und zwei Leben: Episode 4 (Lea & Damian).
- 2014: Ein Tag und zwei Leben: Episode 5 (Lea & Damian).
- 2014: Ein Tag und zwei Leben: Episode 6 (Lea & Damian).

### E-Book-Reihe 0711ove Stories
- Episode 1 - Lara & Tim. Books on Demand, 2019.
- Episode 2 - Paula & Viktor. Books on Demand, 2020.
- Episode 3 - Jasmin & Leo. Books on Demand, 2020.

### Weitere Werke
- Drüber schreiben: Das Aufwärmbuch für deine Kreativität. Books on Demand, 2020, ISBN 978-3-7519-1492-5.
- Schreib drüber: Das Aufwärmbuch für deine Kreativität. Volume 2, Books on Demand, 2020, ISBN 978-3-7519-8396-9.
- Schreib mit! Das Schreibjournal für Schriftsteller*innen. Kawa Verlag, 2021, ISBN 978-3-947738-98-4.

Kurzgeschichten
- Taxi Driver. in Christine Albach (Hrsg.): „Sommernachtsküsse“: die schönsten Liebesgeschichten. Droemer Knaur, 2017, ISBN 978-3-426-52254-7.
- Der Junge, der wartet. In: Gabriella Engelmann (Hrsg.): Wellenküsse und Sommerfunkeln. Droemer Knaur, 2018, ISBN 978-3-426-51846-5.
- Das Weihnachtsmärchen des Ben Polar. Books on Demand, 2020.

### Veröffentlichungen unter Carrie Price
- Make it count - Gefühlsbeben. Band 2, Droemer Knaur, 2015, ISBN 978-3-426-51812-0.
- Make it count - Sommersturm. Band 4, Droemer Knaur, 2016, ISBN 978-3-426-51814-4.
- New York Diaries - Sarah. Band 2, Droemer Knaur, 2017, ISBN 978-3-426-51940-0.
- New York Diaries - Zoe. Band 4, Droemer Knaur, 2017, ISBN 978-3-426-51942-4.

### Veröffentlichungen unter Adriana Jakob
- Tödliches Klassentreffen – Kommissar Rauchs erster Fall. Books on Demand, 2019, ISBN 978-3-7481-6329-9.
- Toxische Eifersucht – Kommissar Rauchs zweiter Fall. Books on Demand, 2021, ISBN 978-3-7534-4006-4.

### Veröffentlichungen unter Mia Newman
- Bis du gehst. CreateSpace Independent Publishing Platform, 2013, ISBN 978-1-4936-0756-3.
- Wo die Liebe dich findet. Independently published 2022, ISBN 979-8-7706-8846-7.

### Veröffentlichungen unter Sarah Fischer
- Zeilen ans Meer. Bastei Lübbe Verlag, 2019, ISBN 978-3-404-18351-7.

### Veröffentlichungen unter Elena Sonnberg
- Die Bucht der Träume. Goldmann Verlag, 2024, ISBN 978-3-442-49457-6.
- Das Versprechen eines Sommertags. Goldmann Verlag, 2025, ISBN 978-3-442-49561-0

## Auszeichnungen
- 2019 Nominierung DeLia Jugendliteraturpreis für Mein Sommer auf dem Mond[14]
- 2021 Nominierung DeLia Jugendliteraturpreis für Ein Lächeln sieht man auch im Dunkeln[15]
- 2021 Nominierung Buchsommer Lesepreis für Ein Lächeln sieht man auch im Dunklen[16]
- 2022 Nominierung Buxtehuder Bulle für Wie ein Schatten im Sommer[17]
- 2023 Nominierung Wi(e)derworte Jugendbuchpreis für Wie ein Schatten im Sommer[18]
- 2024 Platz 10 der Phantastik-Bestenliste für Misfits Academy – Als wir Helden wurden[19].
- 2025 Nominierung Buch des Jahres 2024 für Der Sommer, als wir träumen lernten[20]

## Verfilmungen
- 2023: Morgen irgendwo am Meer (Kinofilm)